# Biscutella glacialis
Biscutella glacialis là một loài thực vật có hoa trong họ Cải. Loài này được (Boiss. & Reut.) Jord. mô tả khoa học đầu tiên năm 1864.